# Air Australia
Air Australia Airways war eine australische Billigfluggesellschaft. Ab dem 12. November 2011 war Air Australia Airways der Handelsname der bis dahin als Strategic Airlines firmierenden, in Brisbane niedergelassenen Strategic Airlines Pty Ltd. Die Ursprünge der Firma gehen auf die Anfang der 1990er Jahre gegründete Air Charter Logistics und spätere Strategic Aviation Pty Ltd. zurück, die als Händler für Luftfracht und Charterflüge tätig war. Mit dem Einstieg von Michael James im Jahr 2002 expandierte die Gesellschaft und begann 2005 im Auftrag der australischen Streitkräfte Flüge durchzuführen. 2009 erhielt die Gesellschaft ihre eigene Flugbetriebsgenehmigung und startete als Chartergesellschaft. Daneben errichtete sie ein zweites Standbein durch Gründung eines europäischen Ablegers und Stationierung von Flugzeugen in Frankreich sowie später in Luxemburg.
Unmittelbar nach der Betriebsaufnahme wagte sich der australische Teil mit ersten Linienflügen auf den Markt und wurde zur Full-Service-Gesellschaft. Wegen anhaltender finanzieller Probleme änderte Strategic Airlines Ende 2011 das Konzept und reorganisierte sich als Billigfluggesellschaft. Dabei nahm die Gesellschaft den neuen Namen Air Australia an. Die Mutter Strategic Aviation Group sowie die weiterhin unverändert im Chartergeschäft aktive europäische Niederlassung behielten den alten Auftritt bei. Die einzelnen Gesellschaften der Gruppe hatten keine eigene Webpräsenz, sondern nutzten die Homepage von Air Australia.
Am 17. Februar 2012 stellte Air Australia den Flugbetrieb kurzfristig ein und meldete umgehend zusammen mit der Air Australia Group of Companies – offiziell Strategic Aviation Group – Insolvenz an. Zur Air Australia Group of Companies gehörten neben der Fluggesellschaft Air Australia eigene Zulieferer, aktiv zum Beispiel im Catering oder in der Wartung. Einzig die europäische Niederlassung, an der die Strategic Aviation Group 49 Prozent der Anteile hielt, war vom Konkurs der Muttergesellschaft nicht betroffen, musste jedoch nach der Kündigung eines wichtigen Chartervertrags im Herbst 2012 ebenfalls Insolvenz anmelden.

## Geschichte

### Anfangsjahre als Broker und Militärcharter

Logo der Strategic Airlines

Air Australia hatte ihren Ursprung in dem in Hamilton bei Brisbane ansässigen Broker für Luftfracht und Charterflüge Strategic Aviation Pty Ltd. In Hamilton befand sich auch bis zur Insolvenz im Jahr 2012 der Sitz von Air Australia. Strategic Aviation wurde 1993 – vormals Air Charter Logistics – durch Shaun Aisen gegründet, der bis 2011 im Unternehmen tätig war. 2002 wurde Michael James Anteilseigner an Strategic Aviation und bis Februar 2011 brachte er alle Anteile an dem Unternehmen in seinen Besitz. James war zuvor bei Ansett Australia – bis zu deren Bankrott – als Check-in-Angestellter beschäftigt und hatte niemals eine Hochschule abgeschlossen. Der zu diesem Zeitpunkt noch sehr junge Queensländer begann nach seinem Einstieg bei Strategic Aviation das Unternehmen stetig zu erweitern. So bewarb sich Strategic unter seiner Federführung um einen von den australischen Streitkräften ausgeschriebenen Transportvertrag von Soldaten und Fracht zwischen Australien und dem Nahen Osten. Strategic gewann 2005 die Ausschreibung und setzte auf den Strecken einen von der portugiesischen HiFly betriebenen und von australischen Crews geflogenen Airbus A330-300 ein. Der zeitlich befristete Vertrag wurde mehrmals verlängert.

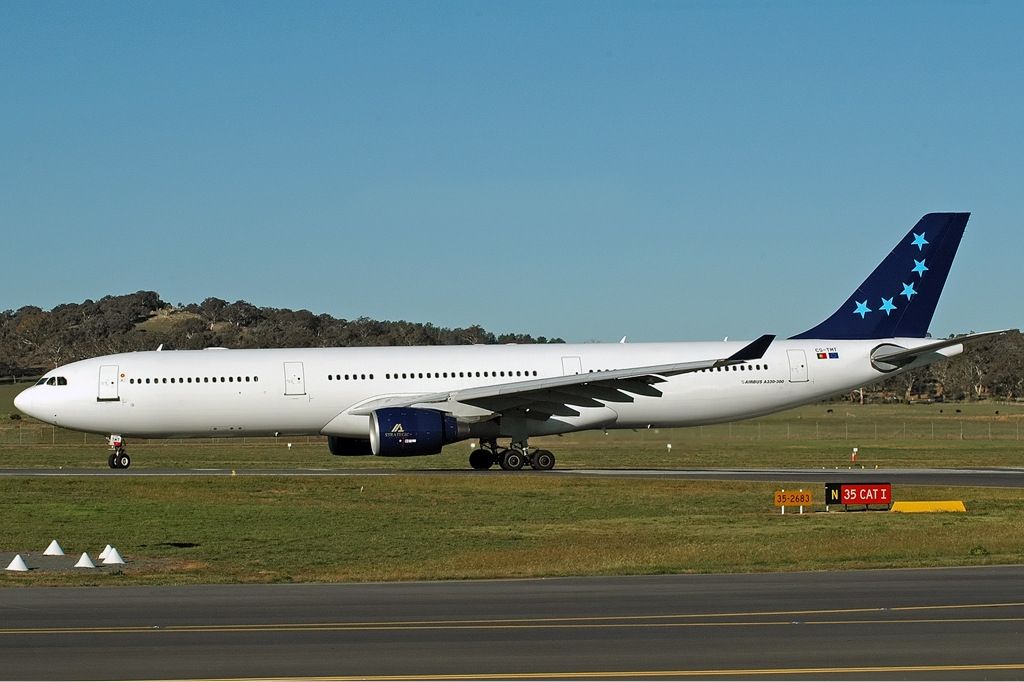
Der von HiFly für Strategic eingesetzte Airbus A330-300 CS-TMT im Mai 2007 in Canberra.

Zur Jahresmitte 2007 äußerten ehemalige Mitarbeiter starke Zweifel an der Sicherheit des Flugbetriebes bei Strategic Aviation. Sowohl die zuständigen Behörden als auch Strategic Aviation selbst wiesen die Anschuldigungen zurück.

### Wandlung zur Fluggesellschaft

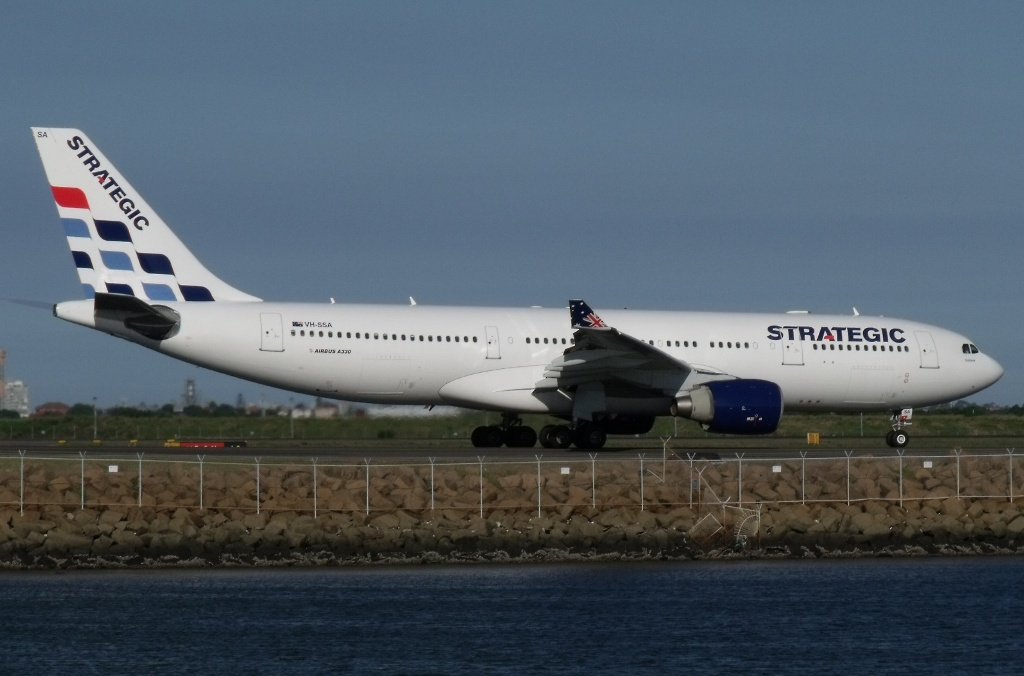
Flugzeug vom Typ A330-200 in der ursprünglichen Bemalung

Im Oktober 2008 ließ Strategic Aviation verlautbaren, sich als Full-Charter-Gesellschaft unter dem Namen Strategic Airlines aufzustellen und in den Charterverkehr für Langstreckenflugzeuge einzusteigen. Dazu sollte Ende 2009 der Betrieb mit Flugzeugen vom Typ Airbus A330-300 aufgenommen und damit im ersten Jahr rund 100 neue Arbeitsplätze geschaffen werden. Die Flugzeuge sollten laut dem damaligen Executive-Direktor Michael James mit Sitzen in der Business-Class, Economy-Plus-Class und Economy-Class bestückt werden.
Die Planung wurde jedoch modifiziert und so sollte neben dem Airbus A330 auch der kleinere Airbus A320 betrieben werden. Zu diesem Zweck wurde im April 2009 eine Absichtserklärung über den Kauf von zwei gebrauchten Airbus A320-200 unterzeichnet, wobei die Flugzeuge im Juni oder Juli einsatzbereit und somit zu einem vorgezogenen Starttermin den Grundstock der Flotte bilden sollten. Anstatt des geplanten Airbus A330-300 wurde ebenfalls im April einen Leasingvertrag über einen kleineren Airbus A330-200 unterzeichnet, aus den Beständen von Swiss International Air Lines. Das Flugzeug sollte Ende Juni zur Flotte stoßen, im Oktober in Betrieb gehen und zunächst den von der HiFly geleasten Airbus A330-300 auf den Militärcharterrouten in den Nahen Osten ersetzen.
Ebenfalls im Frühjahr 2009 wurde der Plan verfolgt, neben der australischen Muttergesellschaft einen Ableger in Frankreich aufzubauen. Strategic begründete den Schritt damit, dass durch den Bankrott einiger europäischer Fluggesellschaften, allen voran die französischen Chartergesellschaft New Axis Airways, eine kleine Marktlücke im Charter- und Wet-Lease-Bereich entstanden sei, die nun durch Strategic Airlines France gefüllt werden könne. Dazu wurde mit der Leasinggesellschaft AerCap ein Leasingvertrag über zwei Flugzeuge vom Typ Airbus A320-200 geschlossen, die mit jeweils 174 Sitzen in der Economy-Class bestückt wurden. Zudem wurde eine Flugbetriebslizenz bei der französischen Behörde beantragt und geplant, mit einem Flugzeug zur Jahresmitte den Flugbetrieb aufzunehmen, wobei das zweite kurz danach die Flotte erweitern sollte.
Ein erster Kunde von Strategic Airlines wurde im Mai Solomon Airlines. Strategic schloss einen Vertrag, mit dem ab August 2009 jeweils jeden Montag, Mittwoch und Freitag ein Retourflug mit einem Airbus A320 von Brisbane nach Honiara auf den Salomonen durchgeführt wurde.

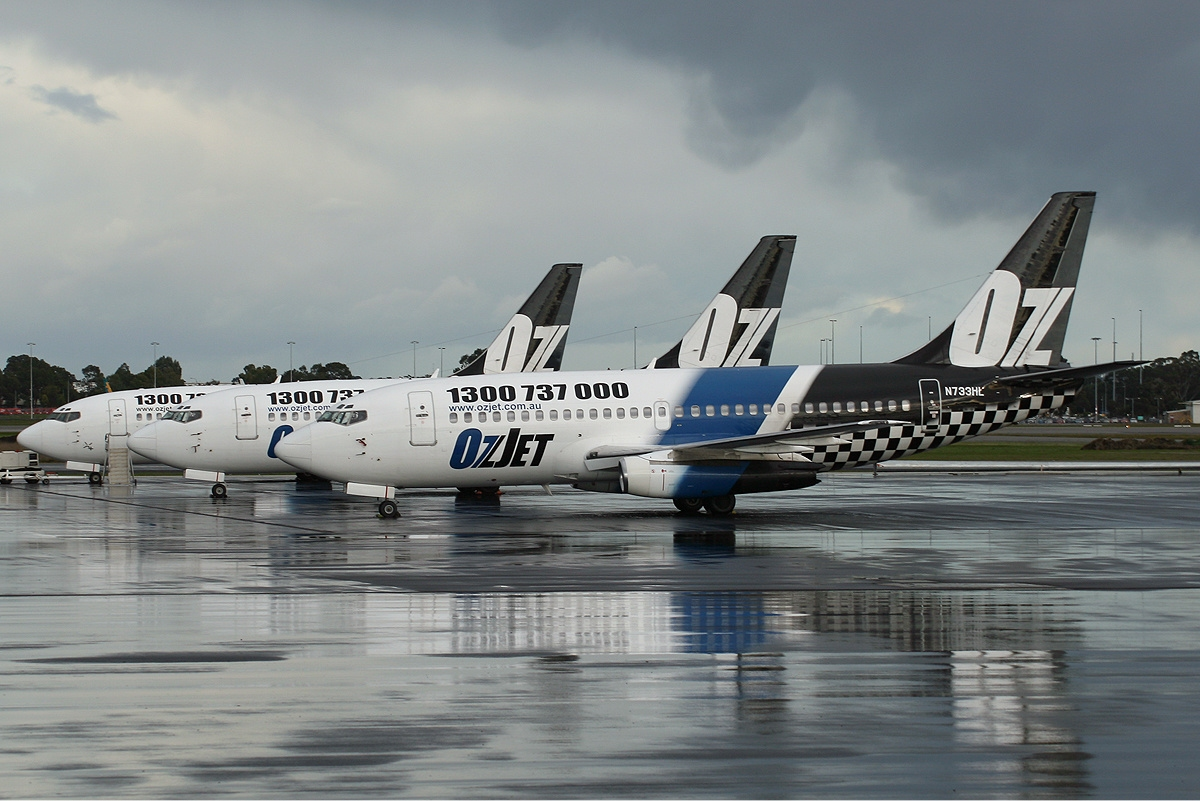
Die drei verbliebenen Boeing 737-200 von OzJet wurden nach der Einstellung des Flugbetriebes in der Nacht auf den 20. Mai 2009 in Perth stillgelegt. Die PSO-Strecke von Perth nach Derby wurde daraufhin im Unterauftrag durch Alliance Airlines bedient. Die zweite von OzJet bediente Strecke nach Bali wurde nicht weiter bedient, wodurch hunderte Reisende strandeten.

Am 29. Juni wurde die Übernahme der insolventen australischen Billigfluggesellschaft OzJet bekanntgegeben. OzJet hatte einst eine Pionierrolle in der Billigflugbranche Australiens eingenommen, war jedoch in finanzielle Schwierigkeiten geraten und musste den Flugbetrieb mit den verbleibenden drei überalterten Boeing 737-200 ab Perth in der Nacht auf den 20. Mai 2009 einstellen und Konkurs anmelden. Die Fluggesellschaft flog zu diesem Zeitpunkt lediglich von Perth nach Bali und Derby. Während die erste Route durch den Konkurs wegfiel, wurde auf der – von der Regierung ausgeschriebenen – Strecke zwischen Perth und Derby der Verkehr ersatzweise von Alliance Airlines mit einer Fokker 100 durchgeführt.

Strategic Airlines einigte sich mit den Gläubigern und den Angestellten der Airline, übernahm neben der Gesellschaft aber nur 20 bis 30 der zuletzt 60 Angestellten bei OzJet, nicht jedoch die Flugzeuge. Die in der Folge entlassenen Angestellten erhielten jedoch von Strategic ihre ausstehenden Gehälter. Über den Kaufpreis wurde Stillschweigen vereinbart. Der damalige Flugplan wurde auf der einzigen Strecke von Perth zur RAAF Curtin bei Derby zunächst beibehalten, wobei zunächst die im Wet-Lease betriebenen Fokker 100 der Alliance Airlines weiter genutzt wurden. Strategic Airlines sah zwar vor im September 2009 diese durch eigene Airbus A320 zu ersetzen, der Ersatz verzögerte sich allerdings bis ins Jahr 2010 hinein. Die Strecke war für Strategic deshalb interessant, da sie in einem Ausschreibungsverfahren an OzJet vergeben worden war. Mit der Entscheidung konnte das Programm der Gesellschaft zwar um eine erste Linienflugverbindung bereichert werden, was aber eine Entfernung vom ursprünglichen Modell der Charterfluggesellschaft bedeutete.
Im Juli 2009 wurde das erste Flugzeug in Strategic-Bemalung präsentiert: Der bis auf weiteres einzige Airbus A330-200 der Gesellschaft mit dem Kennzeichen VH-SSA landete dazu auf dem Heimatflughafen Brisbane und wurde anschließend vorgestellt. Einige Airbus A320 sollten in Kürze folgen, Flugbetriebsaufnahme war im September.

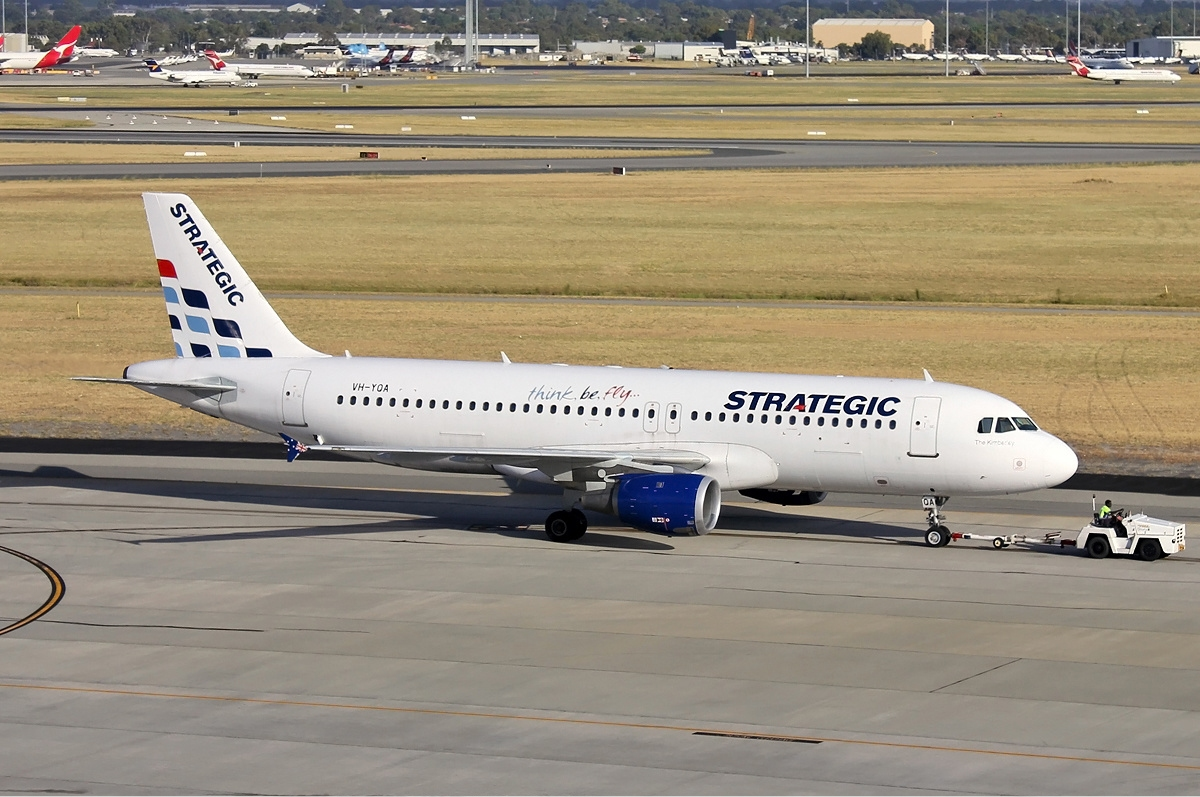
A320-200 VH-YQA in Perth. Das Flugzeug wurde mit dem Namen „The Kimberley“ versehen. Die anderen Airbus A320 in der Flotte erhielten keinen Namen.

Am 14. August erhielt der französische Ableger das Air Operators Certificate (AOC) von der französischen Behörde und am Folgetag wurde der Flugbetrieb mit einer Airbus A320 aufgenommen. Dieser wurde jedoch zunächst auf der entgegengesetzten Seite der Weltkugel eingesetzt, für Solomon Airlines zwischen Brisbane und Honiara. Beim Flugzeug wurde dafür der Strategic-Schriftzug auf dem Rumpf durch den einfachen Namen des Kunden ersetzt sowie die Wingtips mit der Flagge der Salomonen versehen. Der Rest des Flugzeuge behielt seine Strategic-Airlines-Bemalung. Das zweite Flugzeug wurde nach der Flugbetriebsaufnahme in Europa eingesetzt.
Die australischen Behörden erteilten ihrerseits Strategic Airlines am 29. September 2009 die Zulassung, womit der australische Teil sein bislang einziges Flugzeug, den Airbus A330-200 mit dem Luftfahrzeugkennzeichen VH-SSA, in Betrieb nehmen konnte; die A320-200 waren noch nicht wie ursprünglich geplant einsatzbereit. Der Großraumjet wurde bis zum Ende des Vertrages 2010 für den Militärcharterdienst zwischen Australien und dem nahen Osten eingesetzt und war durch die damit verbundene Auslastung nur für wenige andere Charterzwecke verfügbar. Durch den Betrieb eines eigenen Flugzeuges auf der Strecke konnte der bislang von HiFly betriebene Airbus zurückgegeben werden. Die beiden vorgesehenen Airbus A320 sollten kurz danach zum Aufbau des geplanten Wet-Lease und Charterbetriebes sowie der Strecke Derby-Perth dienen.

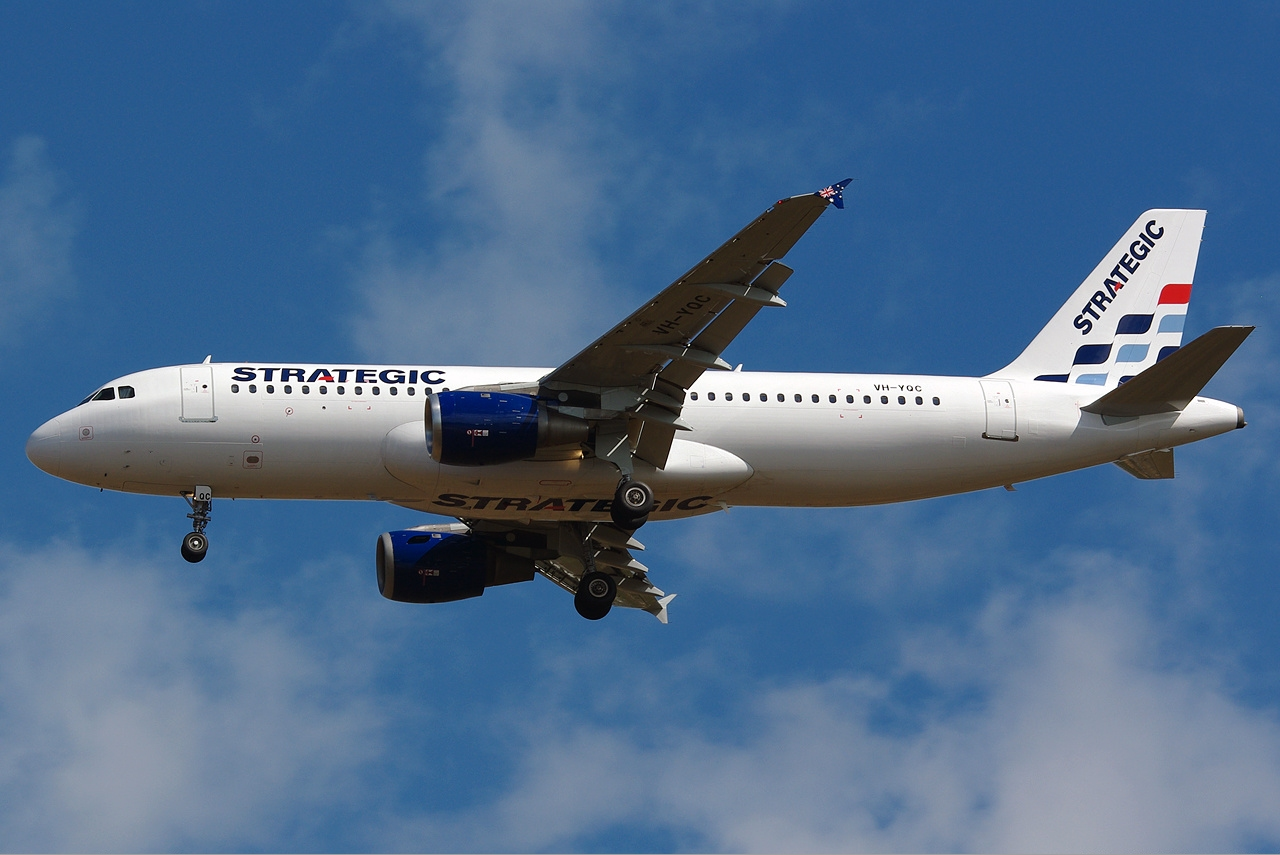
Ein Strategic-A320 von den Weihnachtsinseln im Anflug auf Darwin.

Die Inbetriebnahme der Airbus A320 verzögerte sich allerdings und der erste A320 mit australischem Kennzeichen kam erst nach einer Überholung in Melbourne im Februar 2010 in die Luft; auf der Route Perth-Derby, die ursprünglich schon im September 2009 mit einem A320 geflogen werden sollte. Das Flugzeug mit anfangs einer All-Economy-Bestuhlung und später einer Kabine mit zwei Sitzklassen, wurde nicht nur auf der Linienverbindung eingesetzt, sondern auch im Charter ab Perth für Bergbau-Konzerne.
Der zweite A320-200 ging im April 2010 in Betrieb. Der wegen der Verzögerungen bei der australischen Muttergesellschaft eingesetzte Airbus A320-200 der französischen Strategic Airlines S.A. – für Solomon Airlines – konnte abgelöst werden, womit die europäische Maschine rechtzeitig zur startenden Sommersaison nach Europa zurückkehrte.
Der dritte und damit letzte Airbus A320-200 wurde Anfang Mai 2010 bei der australischen Strategic Airlines in Betrieb genommen. Dieser wurde im Charter und Liniengeschäft eingesetzt. Bis zum Ende von Air Australia bildeten die drei Airbus A320-200 mit den dem Kennzeichen VH-YQA, VH-YQB und VH-YQC den Kern der Flugzeug-Flotte.

### Einstieg in den Linienflugverkehr
Strategic Airlines sollte zwar ursprünglich als Fluggesellschaft ohne eigenen Sitzplatzverkauf fungieren, mit der Übernahme von OzJet betrieb sie jedoch bereits die Inlandsflugroute Perth-Derby in Eigenregie, und im Frühjahr 2010 kündigte Strategic weitere neue Flugverbindungen für den australischen Markt an; der französische Part sollte weiterhin nur Charter- und Wet-Lease-Flüge durchführen. Die erste neue Route Perth-Bali wurde ab Juni 2010 mit einer A320 geflogen. Die Tarife für die Verbindung lagen eher im unteren Preissegment, gleichzeitig war man auf der Produktseite jedoch als Full-Service-Gesellschaft aufgestellt, mit Freigepäck, kostenlosen Bordmahlzeiten und Entertainment, wozu sogar kostenlose Kopfhörer und anderen Inklusivleistungen gehörten. Ab August wurde mit einem Airbus A320 vorläufig einmal wöchentlich von Brisbane nach Port Headland und von Port Hedland nach Bali geflogen. Ein zweiter wöchentlicher Flug war in Planung.
Zur Jahresmitte 2010 zeichnete sich für die Gesellschaft, obwohl bereits mit eigenen Flugzeugen unter eigener Betriebsgenehmigung als Strategic Airlines unterwegs, ein negatives Szenario ab. Der für das Unternehmen wirtschaftlich sehr wichtige Militärvertrag, mit einem Volumen von 30 Millionen US-Dollar im Jahr, ging an den Broker Adagold aus Südafrika verloren. Adagold griff dabei wie zuvor Strategic Airlines auf Flugzeuge von HiFly, jedoch in diesem Fall auf Airbus A340-300 zurück. Vorausgegangen war eine routinemäßige Neuausschreibung des auf kurze Zeit beschränkten Vertrages, bei der sich neben Strategic auch Adagold beworben hatte. Am 9. Juli teilte das zuständige Verteidigungsministerium die Entscheidung für Adagold mit. In diesem Zusammenhang ging Strategic in Revision und ließ medienwirksam verlautbaren, dass ein Gewinn der Ausschreibung durch Strategic unmöglich wäre, da die Spezifikationen die Gesellschaft praktisch ausschließe. Dabei erhob Strategic auch Korruptionsvorwürfe. Nach langwierigen Auseinandersetzungen verlor Strategic letztendlich den Vertrag; der erste Flug von Adagold in den Nahen Osten hob am 23. November 2010 ab. Mit dem Verlust des hoch bezahlten Vertrags – mit etwa 50 Prozent Gewinnspanne – beginnt auch das Ende der jungen Airline. Durch den Wegfall fehlten dem Unternehmen die Einkünfte und das anlaufende Passagiergeschäft konnte die Gesellschaft nicht in die Gewinnzone bringen, was letztendlich zum späteren Konkurs führte.

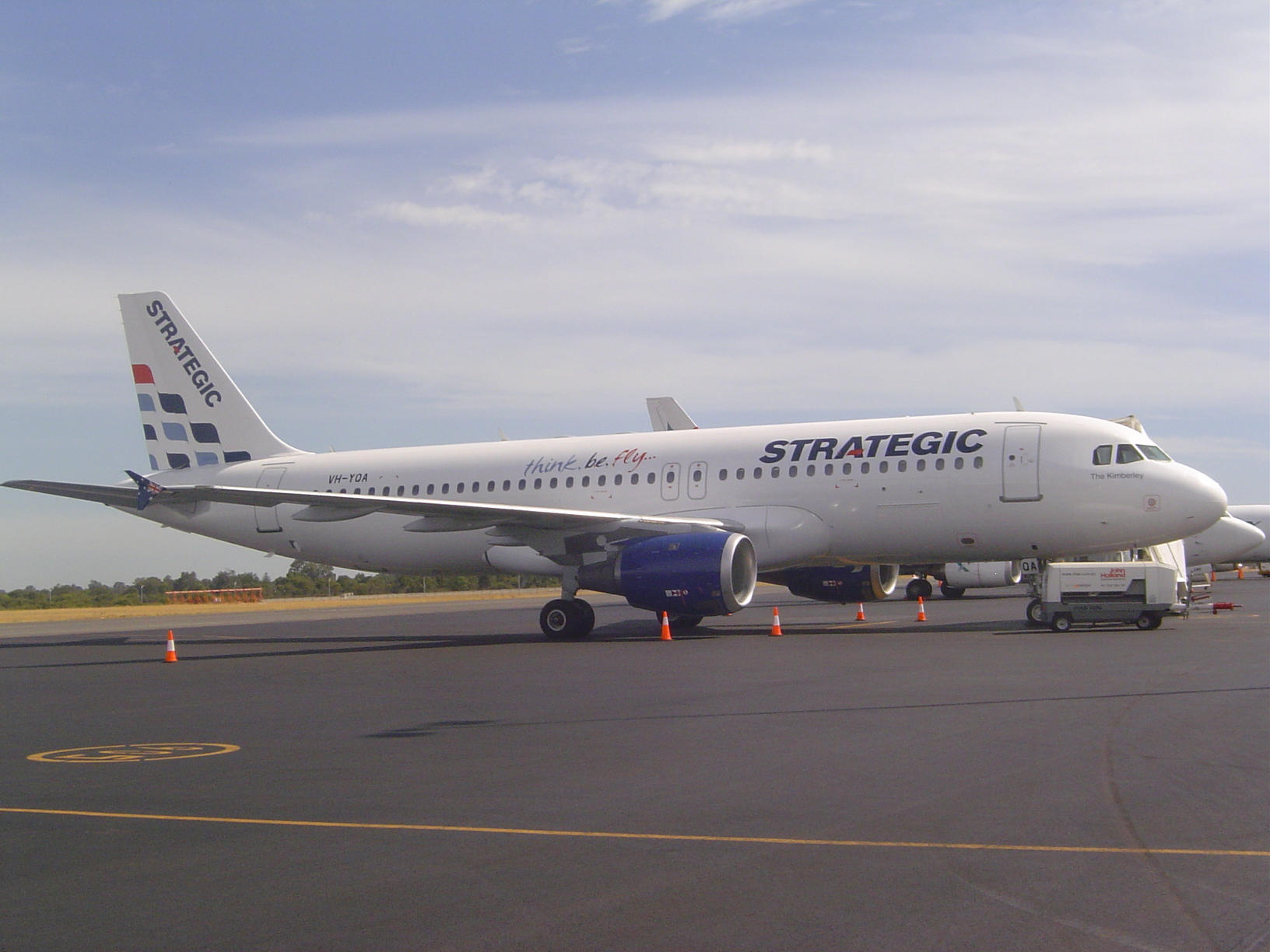
Ein Airbus A320 der Strategic

In der zweiten Jahreshälfte wurde eine Flugverbindung von Brisbane über Townsville nach Bali gestartet, die ab dem dritten Dezember geflogen wurde. Zudem wurde angekündigt ab Februar, sowohl von Melbourne und Brisbane aus, direkt nach Phuket in Thailand zu fliegen, mit dem durch den Wegfall des Militärchartervertrags freigewordenen Airbus A330-200. Weiterhin sollte mit diesem ab März Brisbane direkt mit Bali verbunden werden. Wegen eines zu geringen Sitzladefaktors und damit verbundener geringer Einnahmen, wurde die Strecke Bali – Port Hedland im März 2011 jedoch wieder eingestellt.
Im April 2011 wurde eine Strecke von Brisbane nach Gladstone in den Flugplan aufgenommen. Die mit einem A320 geflogene Verbindung – mit zwei täglichen Flügen – war die damals mit Abstand am höchsten frequentierte im Netzwerk der Gesellschaft. Gleichzeitig wurde im März 2011 der Wet-Lease-Vertrag mit Solomon Airlines beendet. Vorausgegangen war ein Auseinanderdriften der beiden Gesellschaften, da Strategic das Flugzeug gerne im eigenen Geschäft einsetzten wollte und den Vertrag im September 2010 nicht weiter verlängerte.
Ende April 2011 plante die Gesellschaft, ab September in die Vereinigten Staaten zu fliegen. Geplant waren Flüge mit eigenen Flugzeugen an die Westküste der USA, mit Zwischenstopp in Hawaii. Alternativ sollte nur nach Hawaii geflogen und von dort aus Codesharing-Flüge mit anderen Airlines organisiert werden. In beiden Fällen sollten niedrigere Preise als bei den etablierten Gesellschaften der Strecke den Erfolg sichern. Nachdem man über die Jahresmitte die nötigen Lizenzen erhalten hatte, wurden Linienverbindungen von Melbourne und Brisbane nach Honolulu ab Mitte Dezember 2011 aufgenommen, jedoch ohne zubuchbare Flüge anderer Gesellschaften in die Staaten.
Im zweiten Quartal begann Strategic Airlines mit der Einrichtung eines eigenen Wartungsbetriebes am Flughafen Brisbane, wo sich auch die Hauptbasis des australischen Astes befand. Zu diesem Zweck wurde ein ehemaliger Boeing-Hangar gemietet, der bis zu zwei Airbus A320 aufnehmen konnte. Somit konnten die meisten Wartungsarbeiten an dieser Flugzeugserie selber durchgeführt werden, während die A330 weiterhin außer Haus gewartet wurden. Die Einrichtung bekam den Namen Strategic Engineering. Im Nachhinein gesehen waren die Kosten durch den Gebäudeleasingvertrag sowie die Personal- und andere Kosten im Vergleich zur zuvor genutzten Fremdwartung höher und verlustbehaftet. Der offiziell eigenständige Wartungsbetrieb unter dem Dach der Gruppe firmierte mit dem Relaunch der Fluggesellschaft im November 2011 später auch als Air Australia Engineering. Sie beschäftigte zum Konkurszeitpunkt der Mutter 35 Angestellte.
Ein kleines Highlight für Strategic Airlines war im Juni der Flug des Dalai Lama mit einem A330 nach Brisbane. Im Juli geriet Strategic Airlines allerdings wieder in die Kritik, nachdem auf einem Flug mit der einzigen Airbus A330 von Brisbane nach Phuket es zu einer Störung an einem Generator im Flugzeug kam, woraufhin der Flug vorzeitig in Kuala Lumpur beendet wurde und mehrere hundert Passagiere strandeten. Der Schaden an der Maschine war so groß, dass ein Ersatzteil aus Frankreich besorgt werden musste. Dieses nahm mehrere Tage in Anspruch, sodass das Flugzeug erst nach vier Tagen wieder startbereit war. Die Kritik richtete sich vor allem darauf, dass die Fluggesellschaft auf solche Probleme schlichtweg nicht eingestellt war und es zu erheblichen Schwierigkeiten bei der Kommunikation zwischen Strategic und den Kunden kam. Als Entschuldigung wurden zusätzliche erforderliche Hotelübernachtungen bezahlt und die Tickets komplett erstattet, zudem erhielt jeder der gestrandeten Passagiere einen Freiflug. Weiterhin versprach Strategic aus dem Chaos gelernt zu haben und für die Zukunft bei ähnlichen Vorfällen besser im Kontakt mit den Kunden zu bleiben. Die Kosten für den gesamten Vorfall gingen in die Millionen.

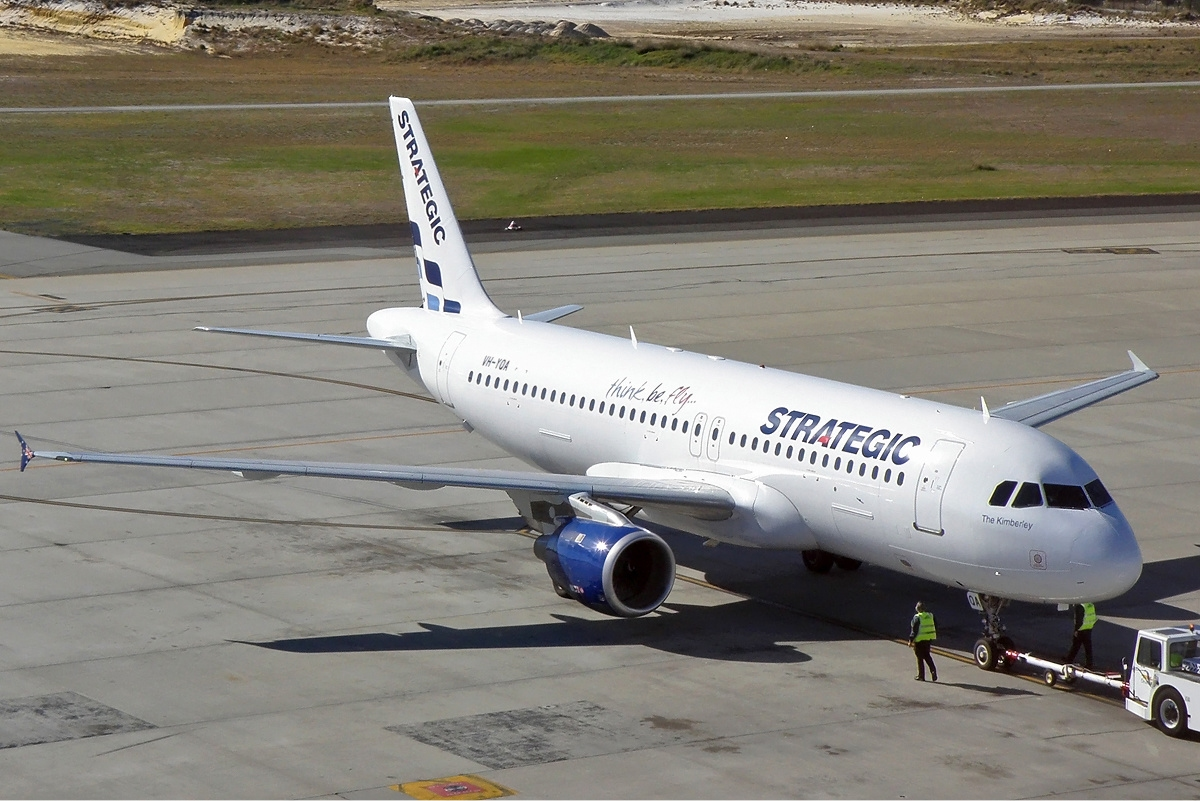
Airbus A320-200 VH-YQA in Perth

Die Flüge von Brisbane nach Gladstone hatten keine lange Existenz. Nachdem die inzwischen mit hohen Schulden belastete Strategic Airlines die zweimal täglich bediente Route im April in den Flugplan aufgenommen hatte, gab man bereits am 29. Juli die Einstellung zum 12. August bekannt. Strategic war wegen des verlorenen Militärvertrags in tiefrote Zahlen gerutscht und blickte durch die schwerer gewordene Finanzierung allmählich dem eigenen Ende entgegen. Die Gesellschaft war gezwungen, das Geschäft zu reorganisieren, wozu auch eine Beratungsfirma eingeschaltet wurde. Zudem wurde betont, dass es mit den niedrigen Flugtarifen zumindest gelungen war, das aus ihrer Sicht überteuerte Monopol auf der Strecke zu brechen.
Townsville wurde zum 1. Oktober 2011 ebenfalls wieder aus dem Flugplan genommen. Von hier aus wurden Brisbane und Bali bedient, wobei das Flugzeug von Brisbane aus kam, in Townsville landete, um von dort aus dann nach Bali zu starten. Die gleiche Strecke dann wieder zurück, wodurch im gesamten Umlauf eine Übernachtung in Townsville nötig war. Die Strecke wurde anfangs zweimal wöchentlich bedient, später jedoch auf eine wöchentliche Frequenz zurückgefahren. Während die Flüge Townsville-Bali wirtschaftlich liefen, war die Auslastung der nötigen Dispositionsflüge Brisbane-Townsville dermaßen schlecht, dass das Gesamtergebnis negativ ausfiel. Das führte wegen nötiger Einsparungen zum Einstellen der Strecke. Ebenfalls aus finanziellen Gründen fiel im selben Zeitraum die Verbindung Perth-Bali dem Rotstift zum Opfer.

### Umbenennung in Air Australia und Neustart als Billigfluggesellschaft
Am 15. November 2011 wurde offiziell der Start von Air Australia Airways (meist Air Australia abgekürzt) vollzogen. Die Fluggesellschaft war jedoch weiterhin offiziell als Strategic Airlines aktiv, nutzte diesen Namen aber nicht mehr nach außen hin. Im Zuge des neuen Geschäftsmodells wurden viele der kostenlosen Serviceleistungen der vormals klassischen Liniengesellschaft gestrichen und waren ab sofort zu bezahlen. Air Australia bezeichnete sich selbst als Boutique Carrier, eine vom Qualitätsniveau höher angesiedelte Billigfluggesellschaft. Zu den Unterschieden zählte der Umstand, dass Air Australia als Relikt von Strategic Airlines eine Business-Class in ihren Flugzeugen vorhielt, deren Bestuhlung und gehobenes Serviceangebot internationalem Niveau entsprach und qualitativ die Mitbewerber übertraf; ebenfalls konnte jeder Passagier ein Gepäckstück kostenlos aufgeben. In der Economy gab es verschiedene Buchungsgruppen mit noch einigen enthaltenden Leistungen und die Preise waren eher günstig. Zudem sollte ein Vielfliegerprogramm aufgelegt werden, wozu es allerdings nicht mehr kam. Daneben erhielten die Besatzungen neue Uniformen in der Grundfarbe Schwarz, mit grünem Halstuches oder Krawatte als farblichen Akzent. Mit der Umbenennung war auch eine stärkere Expansion in Australien und Asien angedacht. So sollten zum Beispiel im nächsten Jahr Ziele in Vietnam und China angeflogen werden, wofür sogar schon die Genehmigungen vorlagen beziehungsweise beantragt waren.

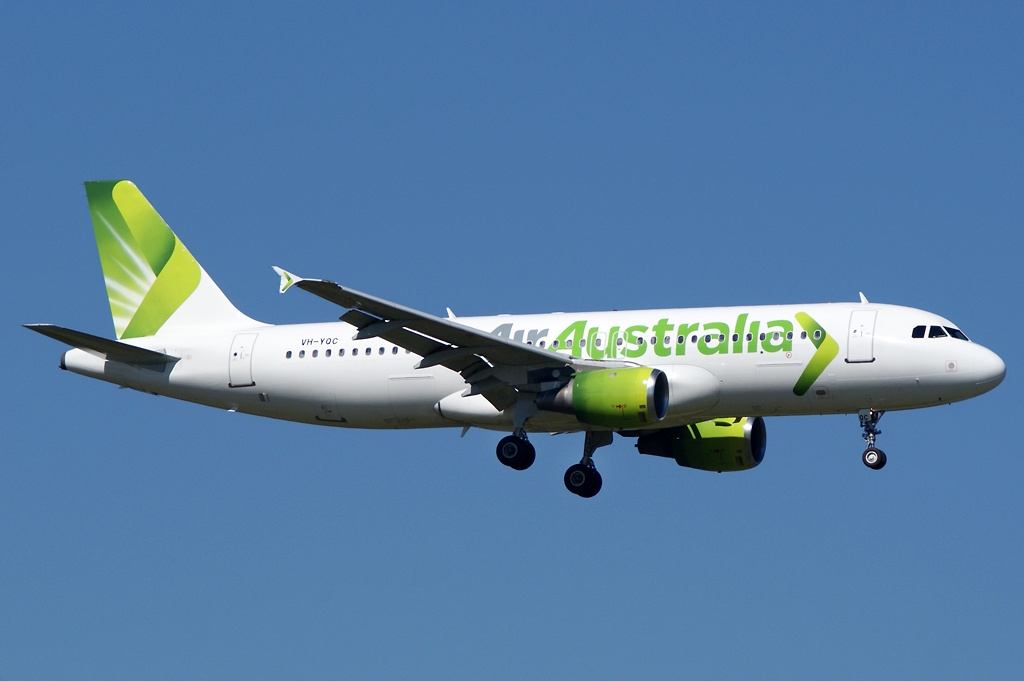
Ein A320 in der neuen Bemalung der Air Australia bei der Landung in Melbourne im Dezember 2011

Am 14. Dezember folgte die Aufnahme der Flüge zum neuen US-Flugziel Honolulu auf Hawaii. Air Australia flog die Strecke zunächst ab Melbourne und Brisbane jeweils zweimal die Woche. Die Flüge wurden mit Airbus A330 durchgeführt.
Am Folgetag folgte die Aufnahme der Strecke Melbourne – Brisbane. Diese in Australien wichtige und hochfrequentierte Strecke wurde von Air Australia je Richtung werktags zweimal täglich und am Wochenende einmal täglich mit einem Airbus A320 bedient. Der Preis für ein Economy-Ticket war ab 69 Australische Dollar in der billigsten Buchungsklasse zu haben, womit das Angebot eher preisbewusste Reisende ansprach. In der Business-Class waren Tickets ab 499 AU$ erhältlich.
Für die Aufnahme der Flüge nach Hawaii musste Air Australia einen zweiten Airbus A330 organisieren. Man entschied sich für das Leasing eines Flugzeuges von der türkischen AtlasJet. Das Flugzeug mit dem Kennzeichen TC-ETK traf Anfang Dezember in Brisbane ein und behielt seine AtlasJet-Bemalung. Das Flugzeug hatte AtlasJet zuvor für Saudi-Arabian Airlines eingesetzt.
Mit dem Jahreswechsel 2011/2012 bestand die Flotte der Air Australia somit aus drei Airbus A320-200 und zwei Airbus A330-200, angesteuert wurden ab Honolulu und Phuket die beiden australischen Ziele Melbourne und Brisbane. Daneben bestanden Routen zwischen Brisbane und Bali, Brisbane und Melbourne, Brisbane und Port Hedland sowie Perth und Derby.

Die europäische Gesellschaft, nach Lizenzverlust in Frankreich im Jahr 2010 in Luxemburg neu registriert, betrieb zum gleichen Zeitpunkt drei A320-200, die nun mehrheitlich für Touristikcharter vom Vereinigten Königreich aus eingesetzt wurden.

### Finanzieller Niedergang
Strategic Airlines, sowie der späteren Air Australia, gelang es nie ihren Passagierbetrieb in die Gewinnzone zu bringen. Durch die Aufnahme des Charter- und Linienverkehrs Ende 2009 beziehungsweise Anfang 2010 drehte sich die bis dahin gute Bilanz des Unternehmens in die roten Zahlen. Für das Geschäftsjahr 2009/2010 musste Strategic Airlines einen Verlust von 2,1 Millionen AU$ hinnehmen. Im Folgejahr 2010/2011 wuchsen die Verluste auf insgesamt 9,3 Millionen AU$, vor allem bedingt durch den Verlust des 30-Millionen-AU$-Vertrags mit dem Militär. Die Mutter Strategic Aviation machte ebenfalls Verluste, da auch andere Konzernbereiche in der Verlustzone gerieten und somit die Verluste von Strategic Airlines nicht kompensiert werden konnten. Daneben wurden auch zahlreiche Schulden angehäuft. Lediglich die europäische Chartertochter Strategic Airlines S.A. konnte als einzige Gesellschaft der Gruppe ein ausgeglichenes Ergebnis erzielen.
Im Februar 2011 übernahm der etwa dreißigjährige Michael James – bis dahin Miteigentümer – die restlichen Anteile an Strategic Aviation vom Firmengründer Shaun Aisen, der offenbar das Vertrauen in die Zukunft des Luftfahrtunternehmens verloren hatte und sich mit Michael James nicht über die Zukunft des Unternehmens einigen konnte.
Im Sommer gingen die finanziellen Ressourcen der bereits hoch verschuldeten Fluggesellschaft zur Neige und die Beschaffung von neuem Kapital wurde zunehmend schwieriger. Mit Hilfe der Unternehmensberatungsfirma KordaMentha wurde dann der Neustart als Air Australia versucht. Als Billigfluggesellschaft mit verändertem Streckennetz erhoffte man sich eine Etablierung auf dem Markt und damit eine Überlebenschance. Dieses Vorhaben erhielt nachträglich in der Fachpresse erhebliche Kritik, da die finanziellen Möglichkeiten zum Zeitpunkt der Umbenennung kaum mehr ausgereicht hätten, um eine neue Marke an den Markt zu bringen. Zudem wurden noch neue Strecken aufgenommen, die die Möglichkeiten der Gesellschaft aller Voraussicht nach gesprengt hätten.
Zum Ende des Jahres 2011 geriet dann die Finanzierung zunehmend ins Wanken. Am 28. November 2011 wurde schon öffentlich bekannt, dass Schulden von Strategic nicht mehr rückversicherbar waren. Ende Dezember kam es zu Spannungen zwischen dem größten australischen Flugbuchungsbüro Flight Centre sowie Versicherungsgesellschaften und Air Australia, da die Reiseversicherung Cover-More wegen der angespannten finanziellen Lage nicht wie bei anderen Airlines im Bankrottfall den Schaden abdeckte. Buchende bei Flight Center mussten daher extra bestätigen, dass sie auf die sonst übliche Insolvenzversicherungsfunktion ihrer Reiseversicherung verzichten. Flight Centre schob die Verantwortung auf Cover-More ab, die selbst darauf verwies, dass der britische Versicherer International Passenger Protection bereits vor einem Monat den Insolvenzschutz für Air Australia gestrichen hätte. IPP wiederum schob die Verantwortung Flight Centre und Cover-More zu. Air Australia versuchte zwar schnellstmöglich den Umstand zu beheben und organisierte einen runden Tisch, die Versicherung ließ sich aber nicht überzeugen und ließ den Konkursschutz weiterhin ruhen.
Um dem drohenden Bankrott zu entgegen, wurde weiter versucht, an neues Geld zu kommen, und so konnte Anfang Januar 2012 der Investor Geoffrey Edelsten an einem Einstieg in das Unternehmen interessiert werden; er entschloss sich jedoch letztendlich dagegen und andere Investoren konnten nicht mehr gewonnen werden.
Im angefangenen Geschäftsjahr vom 1. Juli 2011 bis zum 31. Januar 2012 hatte die Fluggesellschaft insgesamt einen Umsatz von 60 Millionen Australischen Dollar generiert, jedoch am Ende stand einen Verlust von 28 Millionen AU$ zu buche. Neben Organisationsgründen belastete vor allem der hohe Kerosinpreis, von der Einnahmeseite her waren jedoch bereits Besserungen zu verzeichnen.
| Geschäftsjahr Juli 2011 – Januar 2012 | Geschäftsjahr Juli 2011 – Januar 2012 |
| Monat                                 | Verlust                               |
| ------------------------------------- | ------------------------------------- |
| Juli 2011                             | 2,6 Millionen AU$                     |
| August 2011                           | 4,8 Millionen AU$                     |
| September 2011                        | 3 Millionen AU$                       |
| Oktober 2011                          | 5 Millionen AU$                       |
| November 2011                         | 7 Millionen AU$                       |
| Dezember 2011                         | 1 Million AU$                         |
| Januar 2012                           | 3 Millionen AU$                       |

Im Februar 2012 verdichteten sich die Informationen über den katastrophalen Zustand und den wahrscheinlich bevorstehenden Kollaps der Fluggesellschaft, die bis dahin mit 80 bis 90 Millionen AU$ verschuldet war. Durch Dementis sämtlicher Bedenken wurde noch am Vortag der Insolvenz versucht die Gläubiger der Gesellschaft zu beruhigen.
Die Maßnahmen der seit rund sechs Monaten in die Restrukturierung einbezogenen Beratungsfirma KordaMentha zeigten zwar erste positive Ergebnisse, die Neuaufnahme der Honolulu-Flüge generierten aber einen zu hohen Verlust; die Gesellschaft hatte sich damit finanziell überhoben. Nach dem Konkurs erklärte KordaMentha, dass Air Australia aller Voraussicht nach bereits im März 2012 einen Gewinn hätte bilanzieren können, aber trotz dieser Aussichten konnten keine neuen Investoren überzeugt werden in die Fluggesellschaft zu investieren. Dazu trug vor allem der hohe Schuldenberg und die seit Monaten kursierenden Meldungen über ein eventuelles Aus der Low-Cost-Gesellschaft bei.
Noch am Abend vor dem Konkurs, nur wenige Stunden vor dem Grounding der Airline, schrieb Michael James – im Wissen über den bevorstehenden Bankrott – eine E-Mail an seine Mitarbeiter, in denen er sie aufforderte die Gerüchte zu ignorieren, da das Geschäft ohne Probleme laufe.

### Insolvenz
In der Nacht vom 16. zum 17. Februar 2012 konnte Air Australia die Treibstoffkosten für einen Flug von Phuket in Thailand nach Melbourne in Australien nicht begleichen. Umgehend kam das Management der Fluggesellschaft zusammen und bestellte gegen 1:30 Uhr Ortszeit für die Muttergesellschaft Strategic Aviation Group sowie deren Töchter, darunter Air Australia als maßgebliche Größe, die Wirtschaftsberatungsfirma KordaMentha zum Insolvenzverwalter und beantragte Gläubigerschutz. Air Australia sagte alle anstehenden Flüge kurzfristig ab und groundete die komplette Flotte, Personal für die am 17. Februar geplanten Flüge trat nicht mehr zur Arbeit an. Trotz des unmittelbar bevorstehenden Konkurses hatte Air Australia den Ticketverkauf uneingeschränkt bis zum Einstellen des Flugbetriebes aufrechterhalten und erst um 1:30 Uhr Ortszeit das Buchungssystem stillgelegt.
Durch die Insolvenz strandeten laut ABC News insgesamt rund 4000 Passagiere in den von Air Australia angeflogenen Urlaubszielen Bali, Phuket und Honolulu, die ihren Rückflug innerhalb der nächsten zwei bis drei Wochen mit Air Australia geplant hatten. Die Fluggesellschaft Qantas sicherte den Passagieren Ersatztickets zu den ehemaligen Preisen von Air Australia zu und versprach Verstärkungsflüge durchzuführen. Virgin Australia bot zudem für die Flüge von Bali nach Australien vergünstigte Tickets für die gestrandeten Passagiere an, und so konnte für 199 AU$ zuzüglich Gepäck der Rückflug bis zum 2. März 2012 von Denpasar/Bali nach Australien angetreten werden. Daneben beteiligten sich auch nicht-australische Fluggesellschaften an der Rückholaktion. Hawaiian Airlines bot zum Beispiel Alternativflüge von Hawaii nach Sydney zum Vorzugspreis von 300 AU$ an, und die asiatische Air Asia X bot den in Phuket und Bali gestrandeten Flüge über Kuala Lumpur, für die lediglich die anfallenden Gebühren und Steuern zu bezahlen waren.
Die meisten der etwa 300 Angestellten von Air Australia wurden umgehend freigestellt. 4000 Ticketinhaber konnten am Tag der Insolvenz bereits nicht mehr bedient werden. Eine ebensolche Zahl befand sich im Ausland, und insgesamt waren zum Zeitpunkt der Betriebseinstellung rund 100.000 Tickets verkauft, deren Reiseantritt nach dem 17. Februar lag und die somit nicht mehr eingelöst werden konnten.
Von der Insolvenz der Strategic Aviation Group waren weite Teile der Firmengruppe betroffen. Dazu gehörten neben der Muttergesellschaft Strategic Aviation Group:
- Air Australia Airways
- Strategic Airlines
- OzJet Airlines
- Strategic Aviation
- Strategic Engineering Australia
- Strategic Global

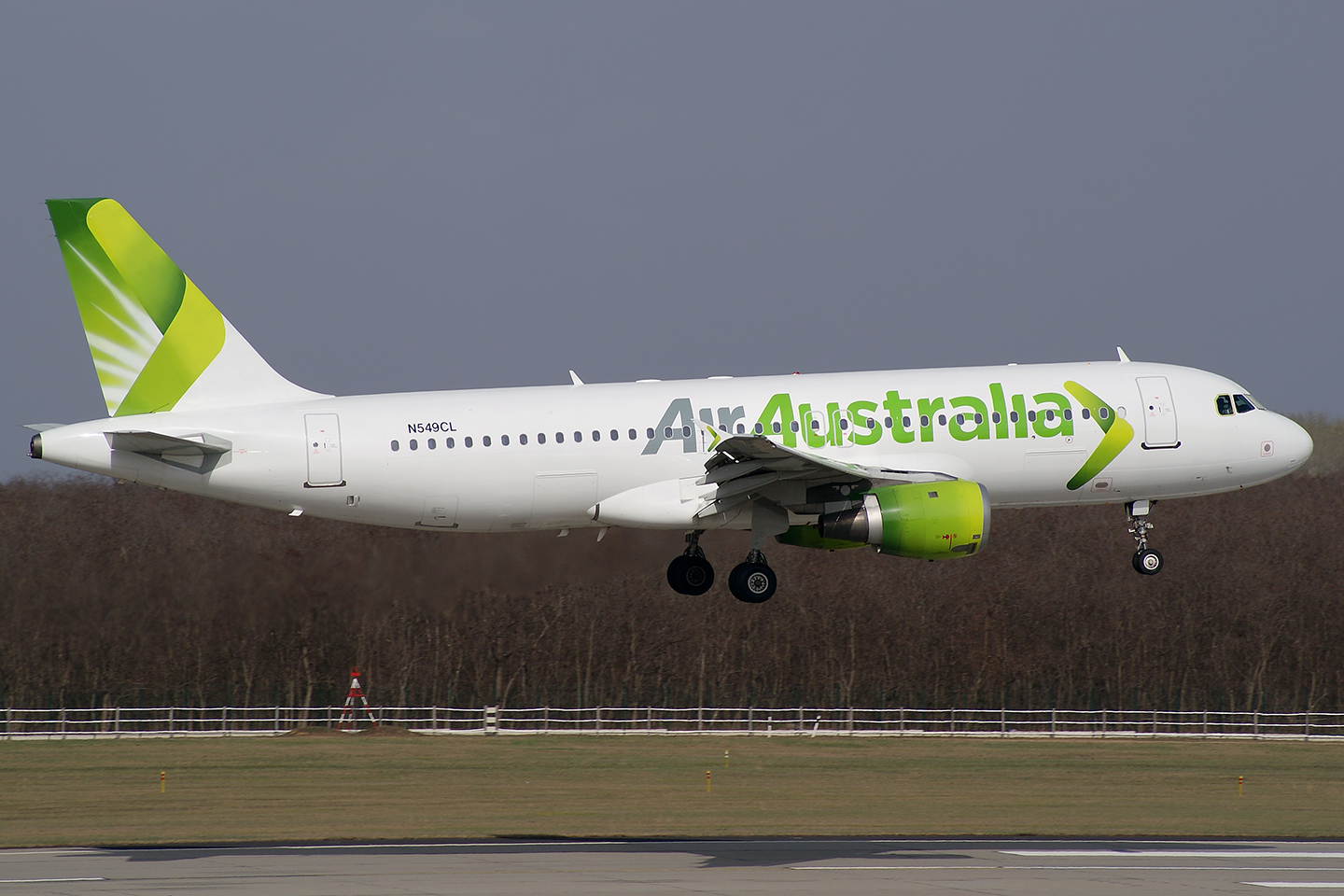
Die ehemalige VH-YQB der Air Australia Anfang April 2012 mit dem neuen Interims-Kennzeichen N549CL auf einem Überführungsflug des Leasinggebers in Budapest

Am Tag der Insolvenz erklärte eine thailändische Flugbegleiterin, dass sie auf Inlandsrouten eingesetzt und dafür pro Tag lediglich mit 90 AU$ – inklusive Spesen und Zulagen – entlohnt wurde. Dies lag unter dem australischen Mindestlohn und der Arbeitsminister kündigte daraufhin Untersuchungen an.
Bereits am 18. Februar wurden Teile sowie auch das ganze Unternehmen Strategic Aviation Group zum Verkauf ausgeschrieben. Die Chancen einen Interessenten für das mit etwa 85 Millionen Australischen Dollar verschuldete Unternehmen zu finden waren aber verschwindend gering.
Die Flugzeuge der Leasinggeber wurden in den folgenden Tagen retourniert, womit die minimalen Chancen für einen Wiederstart gegen null tendierten. Der A330-200 der türkischen AtlasJet, welchem in der Konkursnacht die Betankung in Phuket verweigert worden war, wurde bereits über das Wochenende vom Leasinggeber zurückgeholt. Die meisten Strecken wurden von Air Australia in direkter Konkurrenz zu anderen Fluggesellschaften betrieben, welche nach deren Einstellung durch Air Australia teilweise mit Frequenzsteigerungen ihrer Flüge reagierten. Lediglich die staatlich ausgeschriebene Strecke von Perth nach Derby, die Air Australia als einzige Gesellschaft betrieb, musste neu ausgeschrieben und konnte schon ab dem 20. Februar 2012 durch Skywest Airlines wieder aufgenommen werden.
Am 1. März trafen sich die Gläubiger und Kreditgeber von Air Australia, darunter viele Angestellte. Die Gläubiger konnten kaum auf Geld hoffen, da die Schulden von Air Australia auf insgesamt 80 bis 90 Millionen Australische Dollar angewachsen waren; lediglich noch 440.000 AU$ befanden sich auf den Konten. Auch Vermögenswerte existierten kaum. Die Flugzeuge waren geleast und die Gesellschaft besaß auch sonst kaum Eigentum. Einzig der Verkauf der Flugbetriebszulassung und der Wartungsbasis sowie der Anteile an dem weiterhin aktiven und profitablen europäischen Ableger, an der die Strategic Aviation Group 49 Prozent der Anteile hielt, hätten den 500 Gläubigern noch Geld einbringen können. Der größte Kreditgeber war die ANZ Bank. Air Australia hatte hier insgesamt 20 Millionen AU$ Schulden, und die Bank von Air New Zealand zählte somit zu den größten Verlierern. Bei dem Treffen wurde auch der bisherige Konkursverwalter KordaMentha bestätigt. Neben den Gläubigern und Kunden waren vor allem die insgesamt 350 Angestellten von dem Zusammenbruch betroffen. Viele der Angestellten im Flugbetrieb, wie zum Beispiel Kabinenpersonal, hatten jedoch durch die Expansionspläne der Tiger Airways Australia gute Aussichten rasch wieder eine neue Anstellung zu finden, da die Gesellschaft bereits kurz nach dem Bankrott von Air Australia ankündigte, vielen der Betroffenen einen neuen Job anzubieten. Weiterhin waren den Angestellten über längere Zeiträume die Gehälter nicht gezahlt worden, ebenso wie Rechnungen für nötige Hotelübernachtungen der Flugbegleiter und Piloten bei Langstreckenflügen. Die Regierungschefin Julia Gillard sicherte jedoch kurz nach dem Konkurs den Angestellten zu, Teile ihrer Ansprüche an Air Australia aus Staatsmitteln zu decken.
Am 23. April 2012 wurde schließlich die Liquidation von Air Australia und der ebenfalls in Konkurs befindlichen anderen Gesellschaften der Gruppe bestätigt und daraufhin umgesetzt. In der Folge wurden 110 Vermögenswerte von Air Australia versteigert – von Bodengeräten wie Fluggasttreppen zu Spuckbeuteln, Flugzeugmodellen, Schwimmwesten, Plastikbechern und Flugzeugsitzen. Dabei wurden zwar teilweise gute, oft jedoch sehr schlechte Preise erzielt. So ging eine Fluggasttreppe für gerade mal 259 AU$ an einen neuen Besitzer und für einen Gepäcktraktor wurden 12.700 AU$ erzielt. Währenddessen plante Michael James zusammen mit ehemaligen Air-Australia-Angestellten bereits eine neue Gesellschaft zu gründen, die im Online-Travel-Segment Fuß fassen sollte.
Die Tochtergesellschaft Strategic Airlines S.A. in Luxemburg, an der Strategic Aviation Group 49 Prozent und deren hundertprozentige Eigentümer Michael James die restlichen 51 Prozent hielt, war von den Betriebseinstellungen von Air Australia und der Pleite der Mutter nicht betroffen und führte weiterhin mit ihren drei Airbus A320-200 Charterdienste durch. Die Flugzeuge wurden über den Sommer größtenteils für Olympic Holidays zwischen Großbritannien und Griechenland eingesetzt. Der befristete Vertrag wurde nach Ablauf der Sommersaison 2012 nicht verlängert. Strategic Airlines S.A., die sich weitgehend mit diesem Auftrag finanzierte, konnte den Verlust nicht kompensieren und musste somit den Flugbetrieb am 3. Oktober einstellen und Insolvenz anmelden.

## Schwestergesellschaften
Seit der Flugbetriebsaufnahme von Strategic Airlines, später Air Australia, existierte eine gleichnamige Tochtergesellschaft unter dem Dach der Strategic Aviation Group, die als Schwestergesellschaft von Air Australia in Europa im Charter-Verkehr aktiv war. Die eigenständige Niederlassung verfügte über ein eigenes AOC und war anfangs in Frankreich eingetragen, jedoch nach Lizenzverlust dort nach Luxemburg umgezogen und neu registriert. Die australische Strategic Airlines beziehungsweise die spätere Air Australia und die europäische Niederlassung kooperierten miteinander und nutzen Synergien in der Verwaltung. Nach dem Niedergang von Air Australia und damit der Strategic Aviation Group blieb die eigenständige Tochter in Luxemburg jedoch von dem Ende verschont und ist somit weiterhin aktiv.

### Strategic France S.A. (Frankreich)

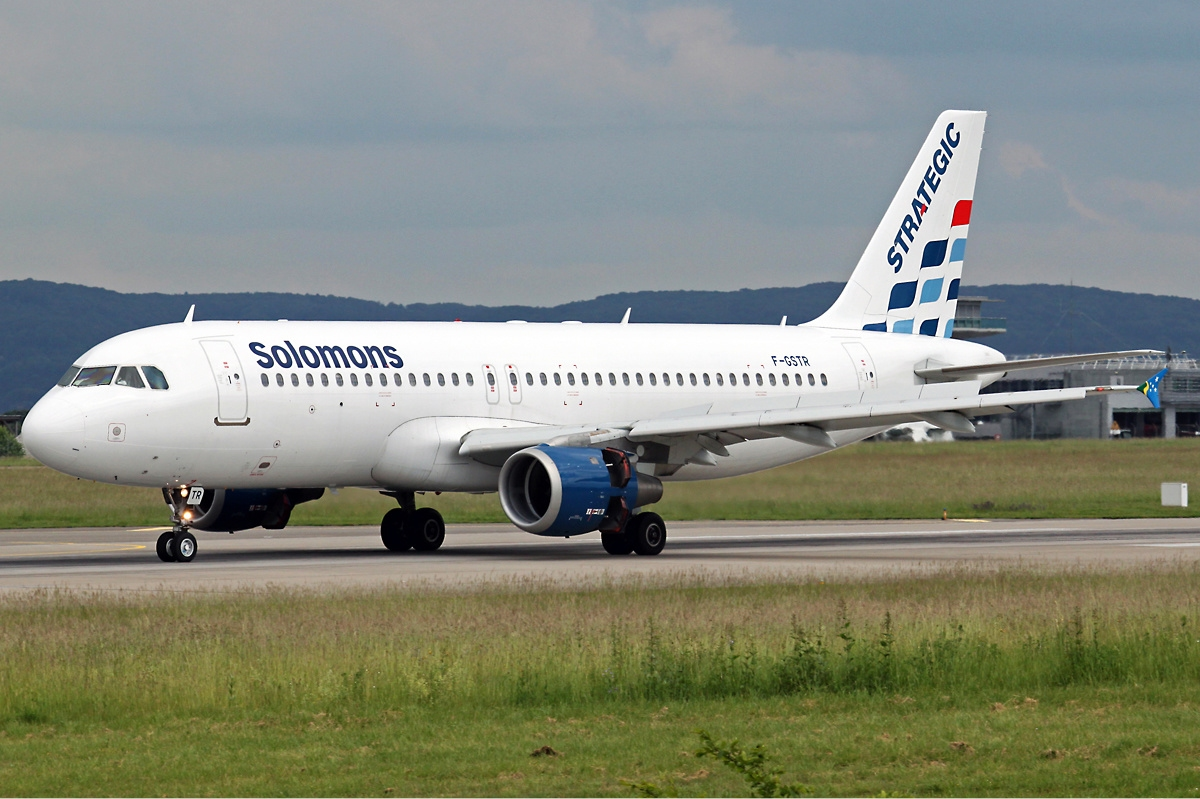
Der für Solomons eingesetzte A320 der Strategic France (erkennbar an französischem Kennzeichen sowie dem Solomons-Schriftzug) im Mai 2010.

Strategic France S.A. war die in Frankreich stationierte Europa-Division von Strategic Airlines. Sie flog unter einer französischen Betriebsgenehmigung, weswegen sie mit anderen Codes als ihrer Mutter, nämlich EF und STZ operierte. Der sich auf Charter- sowie auf Ad-hoc-Aufträge begrenzende Flugbetrieb wurde am 13. August 2009 aufgenommen; Basis war der Pariser Flughafen Charles-de-Gaulle. Zum Einsatz kam anfangs ein Airbus A320-200, den Strategic von Aerolíneas Argentinas übernommen hatte. Mit der französischen Betriebsgenehmigung war dieser für mehrere Monate bis Frühsommer 2010 an Solomon Airlines im Wet-Lease vermietet, ehe er in Europa im Charter flog. Ein zweites Flugzeug desselben Typs, ebenfalls aus Beständen der Aerolíneas Argentinas, kam von Anfang an in Europa zum Einsatz. Für die Sommersaison 2010 wurde zusätzlich ein Airbus A320 von SmartLynx Airlines gemietet, womit insgesamt drei Airbus A320-200 bei Strategic Airlines S.A. im Einsatz waren. Die Flüge der Strategic Airlines France wurden quer durch Europa geführt, wobei die Schwerpunkte auf Flügen ab Paris (CDG) sowie London (Gatwick Airport) lagen.
Die französischen Behörden wurden jedoch zunehmend skeptisch was die Sicherheit der Gesellschaft betraf. So war auf einem Flug nach Teneriffa ein Leck im Hydrauliksystem aufgetreten, kurze Zeit später bei einem anderen Flugzeug ein Riss in der Cockpitscheibe. Daneben waren die Behörden gegenüber der aus ihrer Sicht chaotischen Verwaltung misstrauisch und es hegte sich Kritik am schlechten Umgang mit Passagieren sowie Verspätungen von teilweise 30 Stunden. Die am 15. September 2011 routinemäßig auslaufende Betriebsgenehmigung wurde daraufhin nicht verlängert und Strategic Airlines France stellte den Flugbetrieb ein. Die Charterprogramme, für die die beiden Flugzeuge jeweils rund 200 Stunden im Monat unterwegs waren, mussten somit gestrichen werden und die Veranstalter sich einen Ersatz suchen. Die Charterfluggesellschaft Air Sweden entschied daraufhin kurzfristig einen Airbus A320 in Lyon zu stationieren, um von dort aus die von Strategic geflogenen Charterflüge zu übernehmen.

### Strategic Airlines S.A. (Luxemburg)
Als Reaktion auf den Verlust der französischen Betriebsgenehmigung, entschloss sich die australische Mutter den europäischen Ableger neu in Luxemburg zu gründen und dort ein Zertifikat für den Flugzeugbetrieb zu beantragen. Die Airbus-A320-Flugzeuge sollten dann unter Luxemburger Kennzeichen fliegen und auf dem Flughafen Luxemburg stationiert werden. Die Betriebsgenehmigung war bereits einige Monate zuvor beantragt worden, da offenbar geahnt wurde, dass die französische nicht erneuert werden würde. Nach Erteilung der luxemburgischen Betriebsgenehmigung flog man ab Oktober 2010 als Strategic Airlines. Die Fluggesellschaft führte wie ihr französischer Vorläufer Flüge für verschiedene Kunden durch, der ICAO-Code war STU, der IATA-Code SH. Mit dem Neustart wurde der von SmartLynx gemietete Airbus A320 in die Flotte integriert.

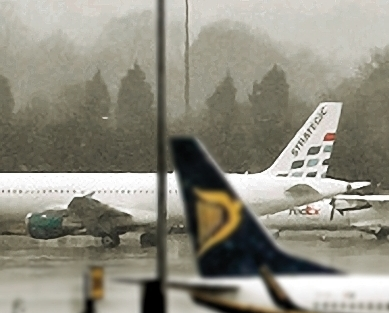
A320 der Luxemburger Strategic Airlines S.A. auf dem Flughafen von Manchester im Dezember 2011. Das hier gezeigte Flugzeug wurde zuvor bei dem französischen Vorgänger für Solomons eingesetzt und kam Anfang/Mitte 2010 zurück nach Europa.

Anfänglich blieben zwei der drei Flugzeuge in Paris CDG stationiert und nur mit einem Airbus A320 – neues Kennzeichen LX-STA – wurde der Flugbetrieb von Luxemburg aus wieder aufgenommen. Zum Sommer 2011 wurden auch die zwei weiteren Airbus A320 des französischen Vorgängers reaktiviert (LX-STB und LX-STC) und in die Flotte integriert. Durch einige Charterverträge verlagerte sich der Flugbetrieb aber im Sommer 2011 nach Großbritannien. So führte die Gesellschaft, trotz offiziellem Sitz in Luxemburg, im Sommer 2011 alle Flüge von der Basis in London-Gatwick durch, hauptsächlich zu Zielen in Griechenland.
Einschränkungen durch den Lizenzverlust, fehlende Flugpläne, gestrichene Flüge und weitere Zwischenfälle bei der Luxemburger Gesellschaft, führten unmittelbar nach der Flugbetriebsaufnahme wieder zu erheblichen Problemen. Im Sommer 2011 wurde weiterhin spekuliert, dass einige Angestellte ohne Arbeitsverträge angestellt waren, Strategic bestritt dies allerdings. Die Tatsache, dass eine Fluggesellschaft die ihre Betriebsgenehmigung wegen Sicherheitsbedenken verloren hatte, nur wenige Wochen später wieder mit einer neuen aus Luxemburg an den Start gehen konnte, führte zu Kritik an der Luxemburger Flugaufsichtsbehörde. Diese verteidigte sich damit, dass der Antrag bereits vor dem Verlust des französischen Zertifikats gestellt wurde und dass die Behörde Strategic Airlines einer Prüfung unterzogen habe, die keine Beanstandungen ergab.
Ende 2011 geriet Strategic Airlines Luxemburg erneut negativ in lokale Schlagzeilen. Grund dafür waren die ab dem 15. November aufgenommenen Militärtransporte im Auftrag der NATO, nach Erbil im Irak und Kabul in Afghanistan. Die Crews wurden dabei nicht gefragt, ob sie für solche Einsätze bereitständen, sondern einfach den Flügen zugeteilt; mit den Gewerkschaften war ebenfalls nicht darüber geredet worden. Die Flüge wurden von Paris über die Türkei in die Krisengebiete durchgeführt. Da die Firma zum Zeitpunkt nur 40 Angestellte hatte, war davon einen Großteil der Crewmitglieder betroffen.
Strategic Airlines, an der Air Australia / Strategic Aviation einen Anteil an 49 Prozent und Ex-Boss David Blake 51 Prozent hielten, war für den Sommer 2012 mit Charterverträgen ausgestattet. 200.000 Passagiere wurden für Olympic Holidays ab London und Manchester in Urlaubsgebiete transportiert; die Gesellschaft arbeitete betriebswirtschaftlich profitabel und musste den Betrieb nach der Air-Australia-Pleite nicht einstellen. Der Vertrag mit Olympic Holidays wurde allerdings nach Ablauf der Sommersaison 2012 nicht verlängert und Strategic Airlines S.A., die sich weitgehend mit diesem Auftrag finanzierte, konnte den Verlust nicht kompensieren. Sie musste daraufhin den Flugbetrieb am 3. Oktober einstellen und Insolvenz anmelden.

## Streckennetz

Streckenkarte der Air Australia. Grün: Routen bei Einstellung des Flugbetriebes, Schwarz: zuvor eingestellte Routen.

### National
Im letzten Flugplan von Air Australia war die Verbindung von Brisbane nach Melbourne – eine der wichtigsten Routen im australischen Markt – die Strecke mit der höchsten Frequenz bei Air Australia. Sie wurde werktags zweimal und am Wochenende einmal je Richtung geflogen. Der Anteil am Flugaufkommen auf dieser Strecke war zwar gering aber konstant.
 Eine Monopolstellung hingegen hielt Air Australia auf der Strecke von Perth nach Derby, wo sie zu Lebzeiten der einzige Betreiber war. Hier wurden zuletzt werktags täglich, am Wochenende jedoch keine Flüge angeboten.

Eine dritte Inlandsstrecke führte von Brisbane nach Port Hedland, die bei Betriebseinstellung jeweils dienstags im Flugplan stand.

### International
Alle Internationalen Flugverbindungen der Air Australia waren bis zuletzt für den touristischen Outbound-Markt Australiens gedacht. Die Strecken wurden bis zur Einstellung des Flugbetriebes mit den zwei Airbus A330-200 der Gesellschaft durchgeführt. Auf den zuvor eingestellten dezentralen Verbindungen, wie zum Beispiel von Port Hedland oder Townsville nach Bali, wurden A320 eingesetzt, da hier die eine geringere Nachfrage anfiel.
Mit Stand Februar 2012 flog Air Australia international von Brisbane nach Bali, von Phuket nach Brisbane und Melbourne sowie von Melbourne und Brisbane über den Pazifik nach Hawaii.

## Flotte

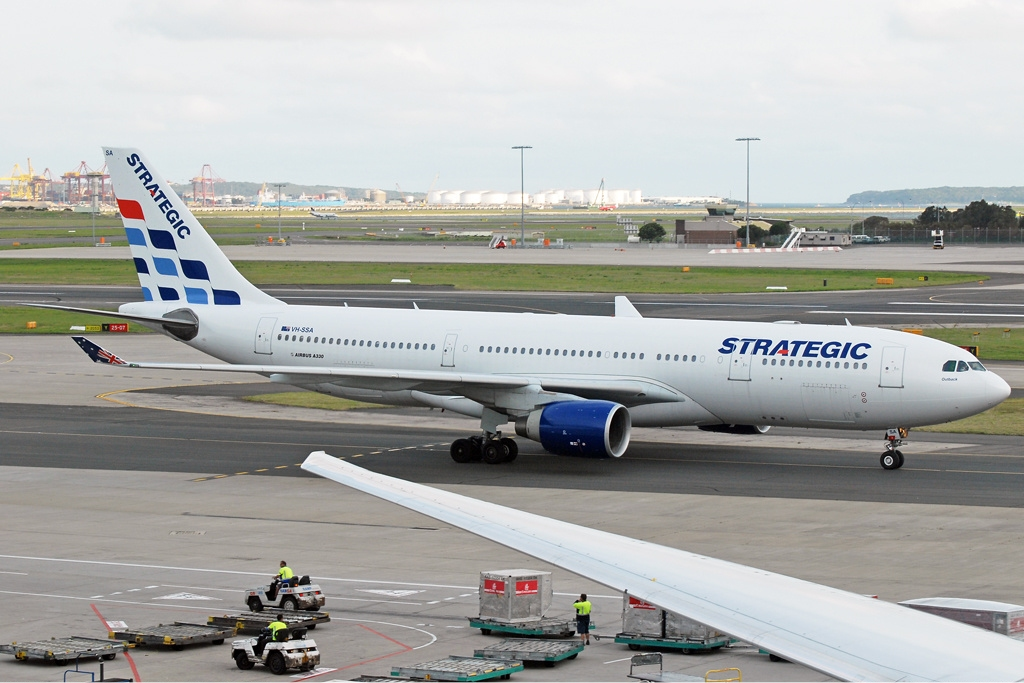
Ein A330 in Strategic-Bemalung am Kingsford Smith International Airport

In der Folgenden Tabelle ist die Flotte der Air Australia zum Konkurszeitpunkt dargestellt, im unteren Teil die Flotte der luxemburgischen Tochter Strategic Airlines S.A. zum gleichen Zeitpunkt.
| Flugzeugtyp                                 | aktiv | Luftfahrzeugkennzeichen | Leasinggeber                                                   | Sitzplätze (C/Y)            |
| ------------------------------------------- | ----- | ----------------------- | -------------------------------------------------------------- | --------------------------- |
| Air Australia (VC/AGC)                      |       |                         |                                                                |                             |
| Airbus A320-200                             | 03    | VH-YQA VH-YQB VH-YQC    | Macquarie Aviation Capital AWAS AeroTurbine Inc                | 0152 (8/144)                |
| Airbus A330-200                             | 02    | TC-ETK VH-SSA           | TC-ETK geleast von AtlasJet VH-SSA geleast von Swiss/Aircastle | 0286 (26/260) 0273 (30/243) |
| Gesamt Air Australia                        | 05    |                         |                                                                |                             |
| Strategic Airlines S.A., Luxemburg (SH/STU) |       |                         |                                                                |                             |
| Airbus A320-200                             | 03    | LX-STA LX-STB LX-STC    | LX-STB geleast von Aeroturbine                                 | 0174 (0/174)                |
| Gesamt Strategic Airlines S.A.              | 03    |                         |                                                                |                             |
| Gesamt                                      | 08    | Stand: Februar 2012     | Stand: Februar 2012                                            | Stand: Februar 2012         |

Da die Flugzeuge von Air Australia auf Grund des Geschäftsmodells vergleichsweise wenig in der Luft waren, war es für die Fluggesellschaft rentabler mit älteren Flugzeugen zu fliegen. Mit Stand Dezember 2011 lag des Flottenalter von Air Australia bei etwa 18 Jahren, das der Tochter in Luxemburg bei etwa 18,5 Jahren.
Mit der Umbenennung in Air Australia und dem Neustart als Billigfluggesellschaft sollte im Oktober 2011 einer, sowie Anfang 2012 ein zweiter, der drei Airbus A320-200 in Luxemburg nach Australien gehen. Des Weiteren plante Air Australia in den ersten drei Jahren ihres Betriebes ein Ausbau des Streckennetzes und der Flotte. Insbesondere im Langstreckenbereich, wo Strecken nach Vietnam und China konkret vorgesehen waren. Die Rede war von sechs weiteren Airbus A330 innerhalb von drei Jahren, während die Anzahl der Airbus A320 mit dem Transfer der zwei Flugzeuge von der europäischen Schwestergesellschaft bei fünf verbleiben sollte. Die Planungen des Transfers der Luxemburger Maschinen versandeten und von den geplanten A330 stieß lediglich ein Flugzeug – im Dezember 2011 – zur Flotte.
Da die vormalige australische Strategic Airlines eine Full-Service-Gesellschaft war, besaßen die Flugzeuge von Air Australia eine Business-Class an Bord, die mit ihren geräumigen Sitzen schon zu den besseren Angeboten zählte. Im Airbus A320-200 waren acht Business-Sitze sowie weitere 144 Sitze in der Economy. Die Business-Class hatte eher den Sitzabstand klassischer Qualitätsgesellschaften und in der Economy waren volle 86 Zentimeter vorzufinden. In einer Einklassenbestuhlung sind in diesem Flugzeugtyp sonst maximal 180 Sitzplätze möglich. Die größere Langstreckenmaschine Airbus A330-200 mit dem Kennzeichen VH-SSA, die seit Beginn in der Flotte war, war mit 30 Business- und 243 Economy-Sitzen bestückt und die Sitzaufteilung entsprach ebenfalls der Konfiguration einer klassischen Qualitäts-Airline.

Die französische und später Luxemburger Tochter hatte ihre Airbus A320-200 mit 174 Sitzen in einer normalen Ein-Klassen-Bestuhlung bestückt und lag damit 6 Sitze – oder eine Sitzreihe – unter der maximalen Bestuhlung für diesen Flugzeugtyp.

## Design

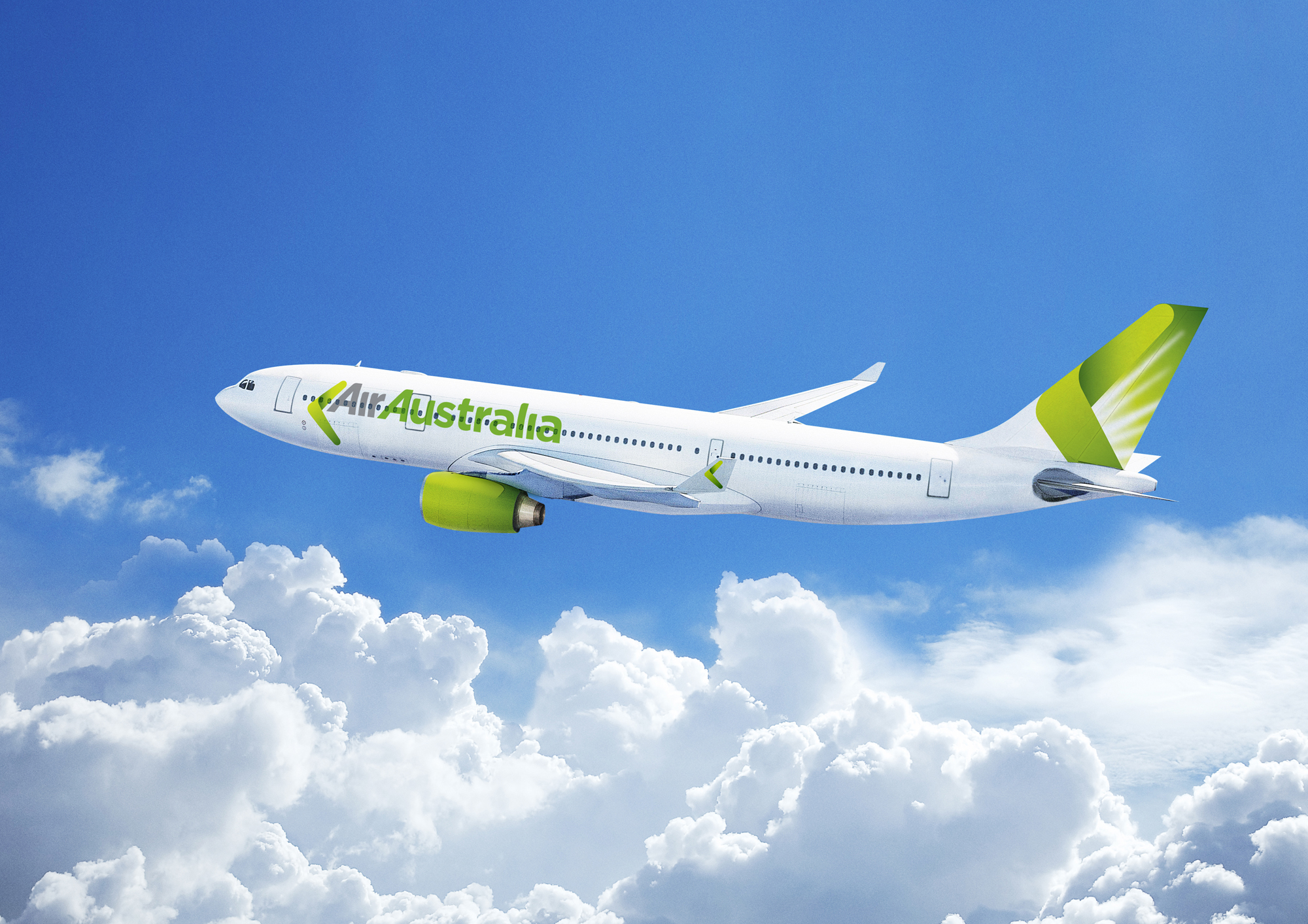
Designentwurf (Fotomontage bzw. -collage) für Air Australia an einer A330. Allerdings erhielten bis zum Konkurs der Gesellschaft nur zwei A320 diese Bemalung.

Im Zuge der Aufnahme von Billigflugverbindungen unter dem neuen Markennamen Air Australia wurde, neben neuen Uniformen für die Besatzung, ein neues Design für die Flugzeuge eingeführt. Das neue Corporate Identity (Firmenerscheinungsbild) wurde von der australischen Agentur CumminsRoss aus Melbourne gestaltet.
Das Design der Außenbemalung der Flugzeuge griff Gestaltungselemente des Firmen-Logos auf. Dies verfügte über einen stilisierten Bumerang, der einerseits das Element „Fliegen“ assoziieren sollte und anderseits ein heute mit Australien verbundenes Symbol verkörpert. Außerdem befand sich am Seitenleitwerk eine stilisierte Sonne, die, in Hinblick auf die Geschichte der Gesellschaft im Militärcharter (die Sonne ist im Emblem der australischen Streitkräfte zu finden), sowie zur Symbolisierung der Verbundenheit der Sonne mit Australien, aufgenommen wurde.
Als Grundfarbe wurde ein helles Grün gewählt (Schriftzug: C 42, M 7, Y 94, K 0), die im Bumerang- und Sonnensymbol, sowie über den Triebwerksverkleidungen, von einem helleren Grün (C 42, M 7, Y 94, K 0) zu einem dunkleren Grün (C 65, M 29, Y 98, K 2) verlief. Diese Grüntöne sollten für den Eukalyptusbaum stehen, ebenfalls ein Symbol für Australien. Daneben sollte das Silbergrau des Flugzeugkörpers die Nationaltiere Koala und Känguru versinnbildlichen. Die Designer wollten ein Erscheinungsbild gestalten, das frisch und natürlich wirken sollte.
Bedingt durch die kurze Existenz der Air Australia hatten nur zwei Flugzeuge dieses neue Design erhalten, die beiden Flugzeuge vom Typ Airbus A320 mit den Kennzeichen VH-YQB und VH-YGC. Zwei weitere Flugzeuge, ein Airbus A320 mit dem Kennzeichen VH-YQC sowie ein Airbus A330-200 mit dem Kennzeichen VH-SSA, trugen zum Zeitpunkt der Einstellung des Betriebs noch die Strategic-Bemalung. Der geleaste A330-200 TC-ETK trug während der gesamten Einsatzzeit von etwas über zwei Monaten die Mischbemalung vom Leasinggeber AtlasJet und dem Vorbetreiber Saudi-Arabian Airlines.